# AGIL Volley
AGIL Volley är en volleybollklubb (damer) från Novara, Italien. Klubben bildades 1984 och har vunnit det italienska mästerskapet en gång (2016–2017), den italienska cupen tre gånger (2014–2015, 2017–2018 och 2018–2019) och CEV Champions League  en gång (2018–2019). Av sponsorsskäl har klubben genom åren tävlat under olika namn: AGIL Trecate (1984–1999), AGIL Volley Trecate (1999–2001), Asystel Novara (2001–2003), AGIL Volley Trecate (2003–2012) och Igor Gorgonzola Novara (2012-).